# 日内瓦高等音乐学院
46°12′04″N 6°08′34″E / 46.20111°N 6.14278°E
日内瓦高等音乐学院（法語：Haute école de musique de Genève，简称：HEM）是一所位于瑞士日内瓦的专业高等音乐教育机构。该学院是于2009年根据公法成立的基金会，隶属于瑞士西部应用科学与艺术大学（HES-SO）音乐和表演艺术系，其前身日内瓦音乐学院的历史可追溯至1835年。该学院的学士和硕士课程获得了瑞士联邦的认可。学院的任务包括本科和硕士层次的教学、艺术研究，为专业音乐家提供继续教育，以及开展艺术演出和制作。日内瓦高等音乐学院在纳沙泰尔设有分校。